# H•A•M
Pour les articles homonymes, voir Ham.
Singles par Kanye West
Monster
(2010) All of the Lights
(2011)
Singles par Jay-Z
A Star Is Born
(2010) Otis
(2011)
H•A•M (acronyme de « Hard As a Motherfucker ») est le 1er single de l'album commun de Jay-Z et Kanye West, Watch the Throne. Le titre est commercialisé sur iTunes le 11 janvier 2011. H•A•M n'apparaît que sur la version Deluxe de l'album.

## Pochette
La pochette du single a été réalisée par Riccardo Tisci, designer pour Givenchy.

## Remixes
Busta Rhymes a fait un remix de la chanson. D'autres artistes ont fait des freestyles sur l'instrumentale comme Lil' Kim, Chingy, 40 Cal et XV (qui le renomme Heroes Amongst Men).
Travis Barker a également remixé le titre sur sa mixtape Let The Drummer Get Wicked, pour promouvoir son album Give The Drummer Some.

## Classements
Le 19 janvier 2011, H•A•M entre à la 23e du Billboard Hot 100 et à la 10e position du Billboard Hot Digital Songs, avec 125 000 ventes digitales.
| Classement (2011)              | Meilleure position |
| ------------------------------ | ------------------ |
| Autriche (Ö3 Austria Top 40)   | 56                 |
| Canada (Hot 100)               | 47                 |
| Danemark (Tracklisten)         | 35                 |
| Pays-Bas (Single Top 100)      | 53                 |
| Irlande (IRMA)                 | 40                 |
| Écosse (OCC)                   | 32                 |
| Royaume-Uni (UK Singles Chart) | 30                 |
| États-Unis (Hot 100)           | 23                 |
| États-Unis (R&B/Hip-Hop Songs) | 28                 |
| États-Unis (Rap Songs)         | 15                 |

## Crédits
- Produit par Lex Luger
- Coproduit par Kanye West
- Production additionnelle par Mike Dean
- Enregistré par Noah Goldstein (assisté de Matt Arnold) au Real World Studios et The Mercer Hotel (en)
- Mixé par Mike Dean au Mercer Hotel
- Violoncelle : Christopher "Hitchcock" Chorney
- Arrangements des violoncelles : Mike Dean
- Voix additionnelles : Aude Cardona et Jacob Lewis Smith
- Design pochette : Riccardo Tisci